# Passo della Moistrocca
Il passo della Moistrocca (in sloveno Prelaz Vršič e in tedesco Werschetzpass) è un valico alpino delle Alpi Giulie, in Slovenia, posto a 1.611 m s.l.m., che collega l'Alta Carniola a nord (valle della Sava) al Goriziano sloveno a sud (val Trenta, alta valle dell'Isonzo), attraversato quindi dallo spartiacque tra i bacini del mar Nero e quello del mare Adriatico. Sul passo è presente un rifugio e partono diversi sentieri per le cime circostanti. Fino alla prima guerra mondiale apparteneva interamente al territorio dell'impero austro-ungarico: dal 1921 al 1947 vi passava il confine tra Italia e Jugoslavia (Slovenia); dal 1991 fa parte della Slovenia; nel 1935 sul versante meridionale fu costruita una teleferica dal governo italiano, che venne distrutta dalla seconda guerra mondiale.

## Etimologia
La parola slovena vršič significa “piccola montagna”, diminutivo della parola vrh, montagna. Il nome deriva da quello del monte Vršič (1738 m), situato circa 200 m ad est del passo. L’attuale denominazione risale al 1911: in precedenza il passo era noto come Werschetz. Localmente è chiamato Na močilu.

## Monumenti e luoghi di interesse
Sul versante nord, risalendo da Kranjska Gora verso il passo:
- la cappella russa (in sloveno Ruska kapelica)[6] che ricorda i 300 prigionieri di guerra russi morti nel 1916 a causa di una valanga mentre miglioravano la strada per ordine del Comando militare austriaco.

Sul versante sud, risalendo dalla val Trenta verso il passo:
- il giardino botanico Alpinetum Juliana [7], ove vengono coltivate le specie rare delle Alpi Giulie;
- il corso, le forre e la sorgente del fiume Isonzo (in sloveno chiamata Izvir Soče);
- il monumento a Julius Kugy, botanico ed alpinista amante delle Alpi Giulie.

## Galleria d'immagini

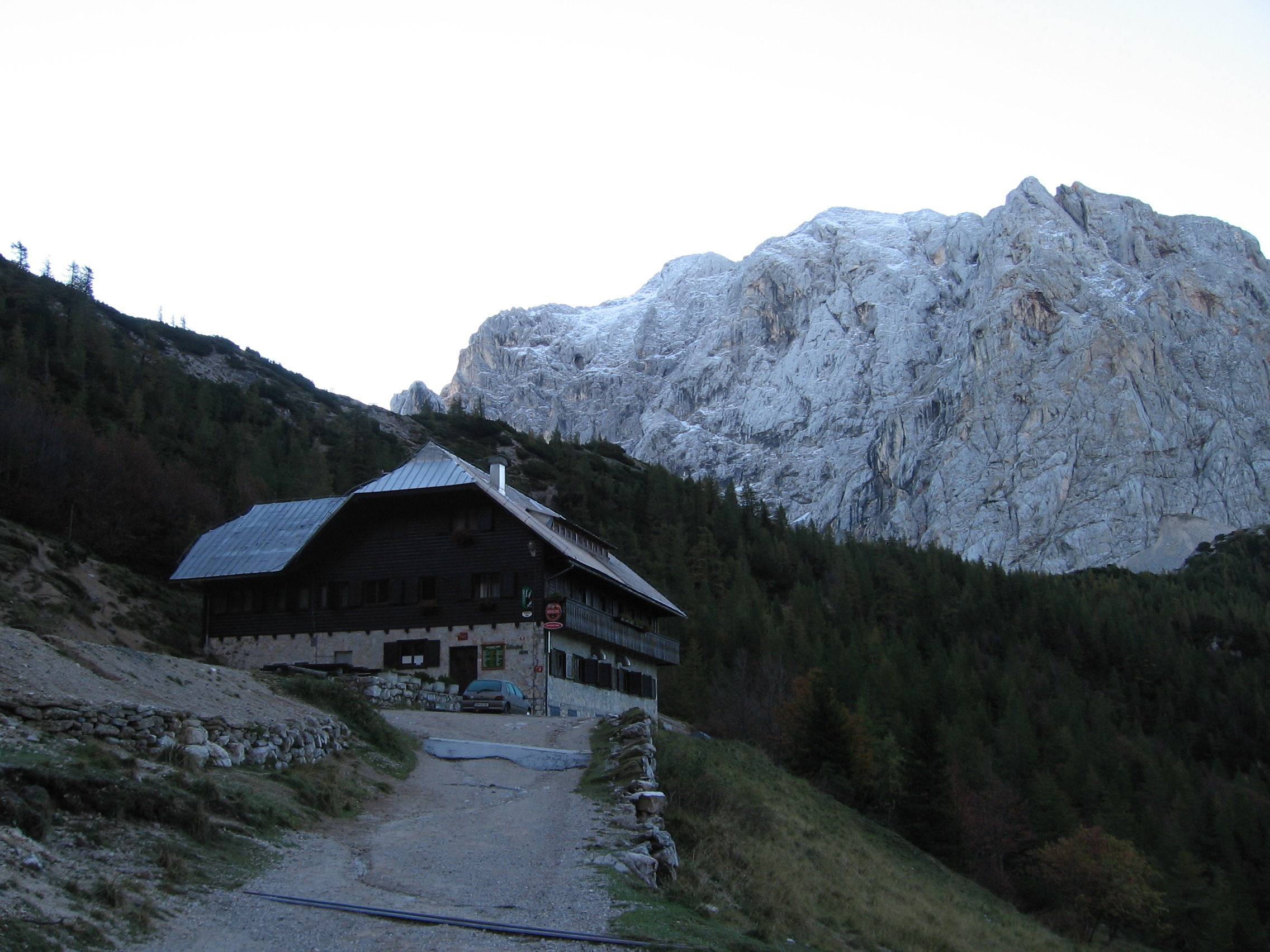
Il rifugio sul passo
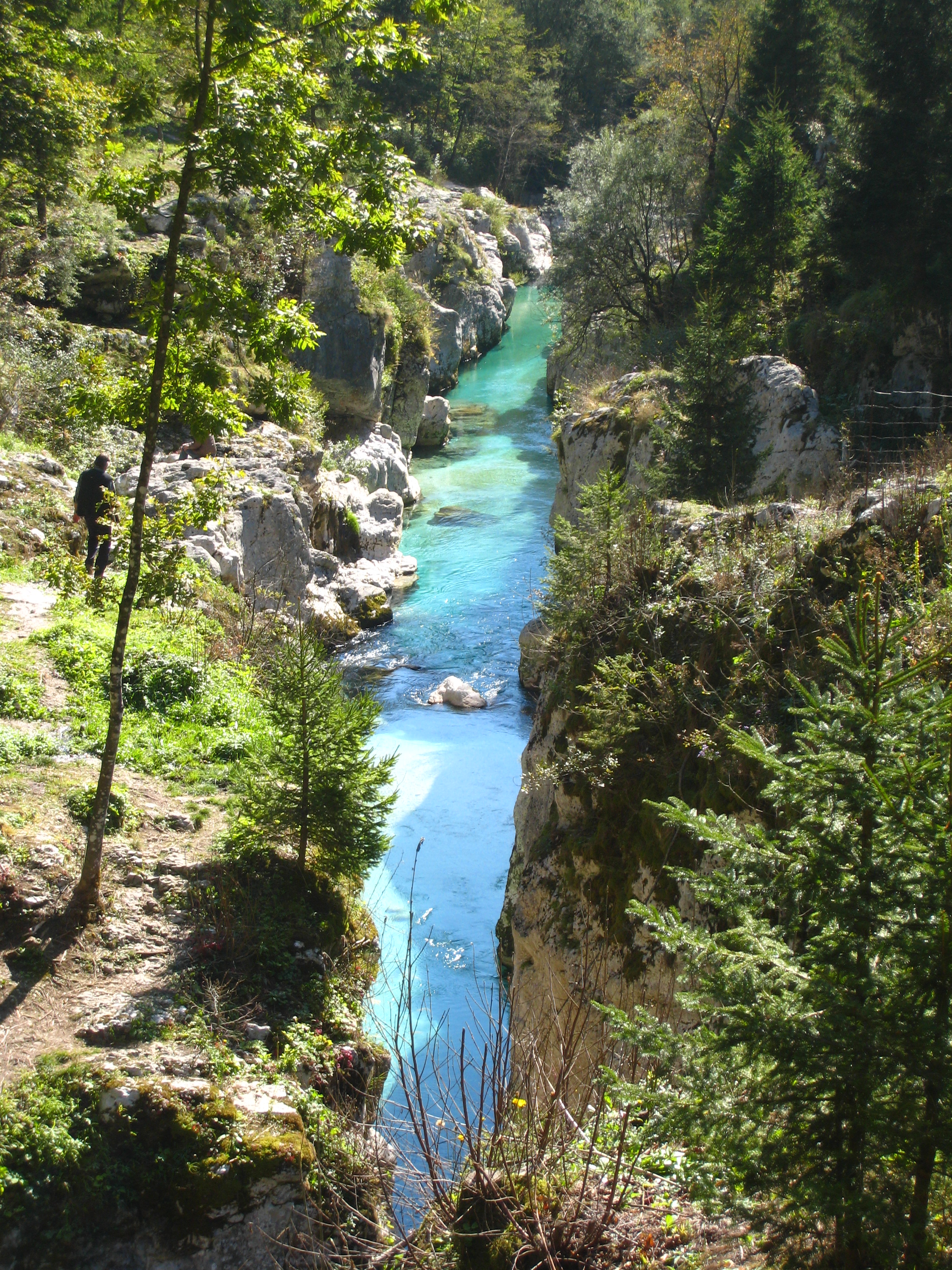
L'Isonzo in una forra
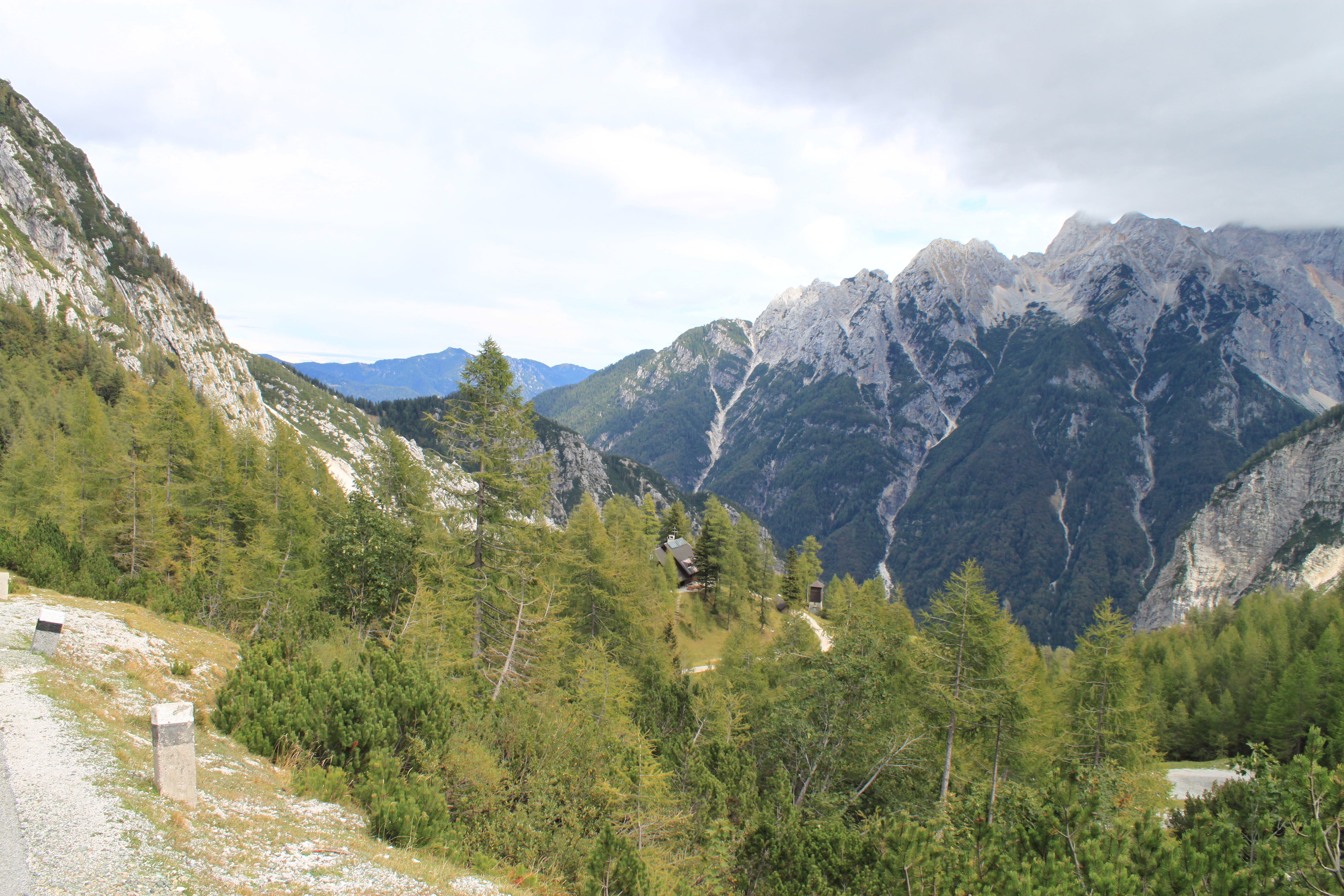
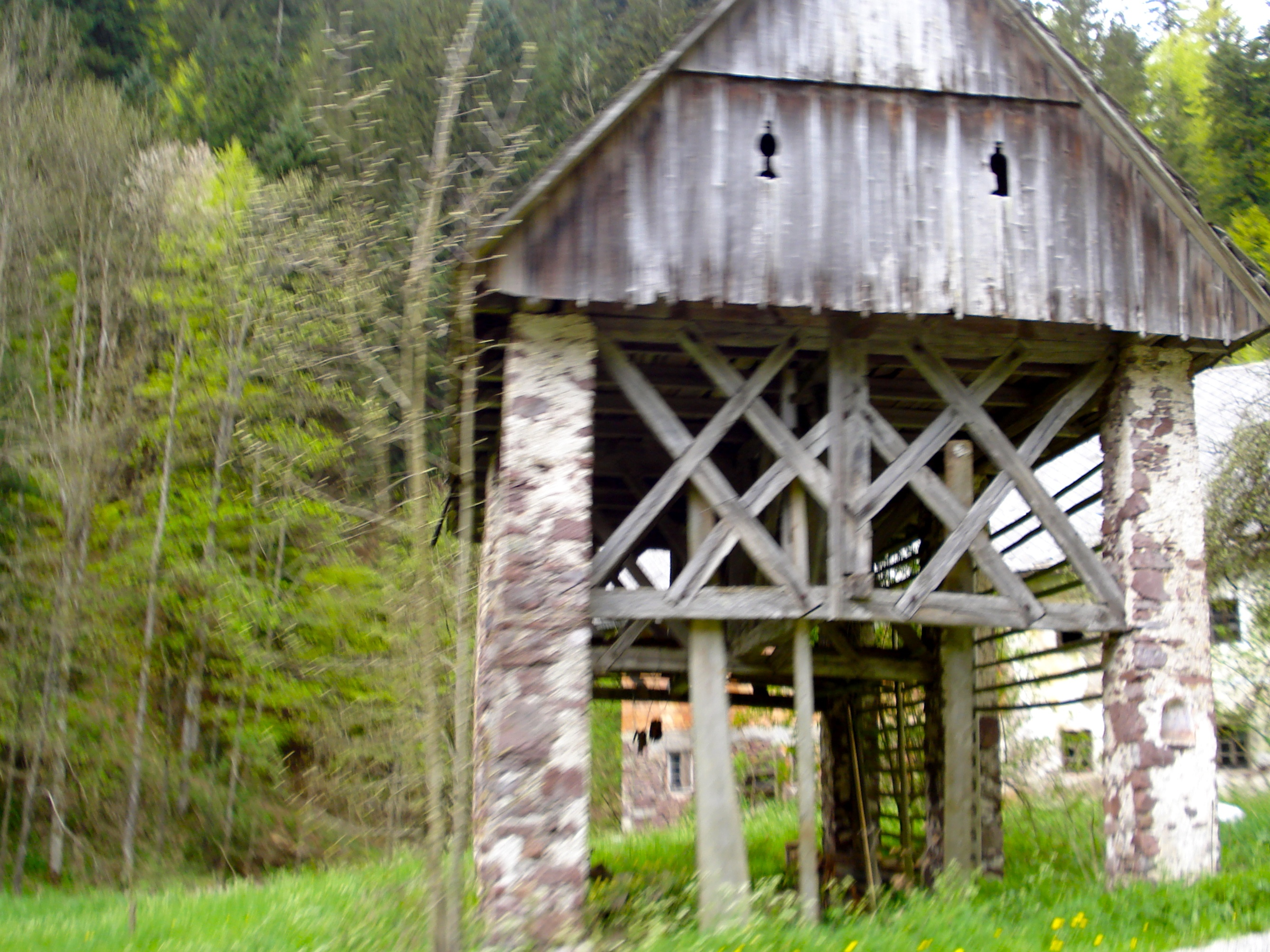
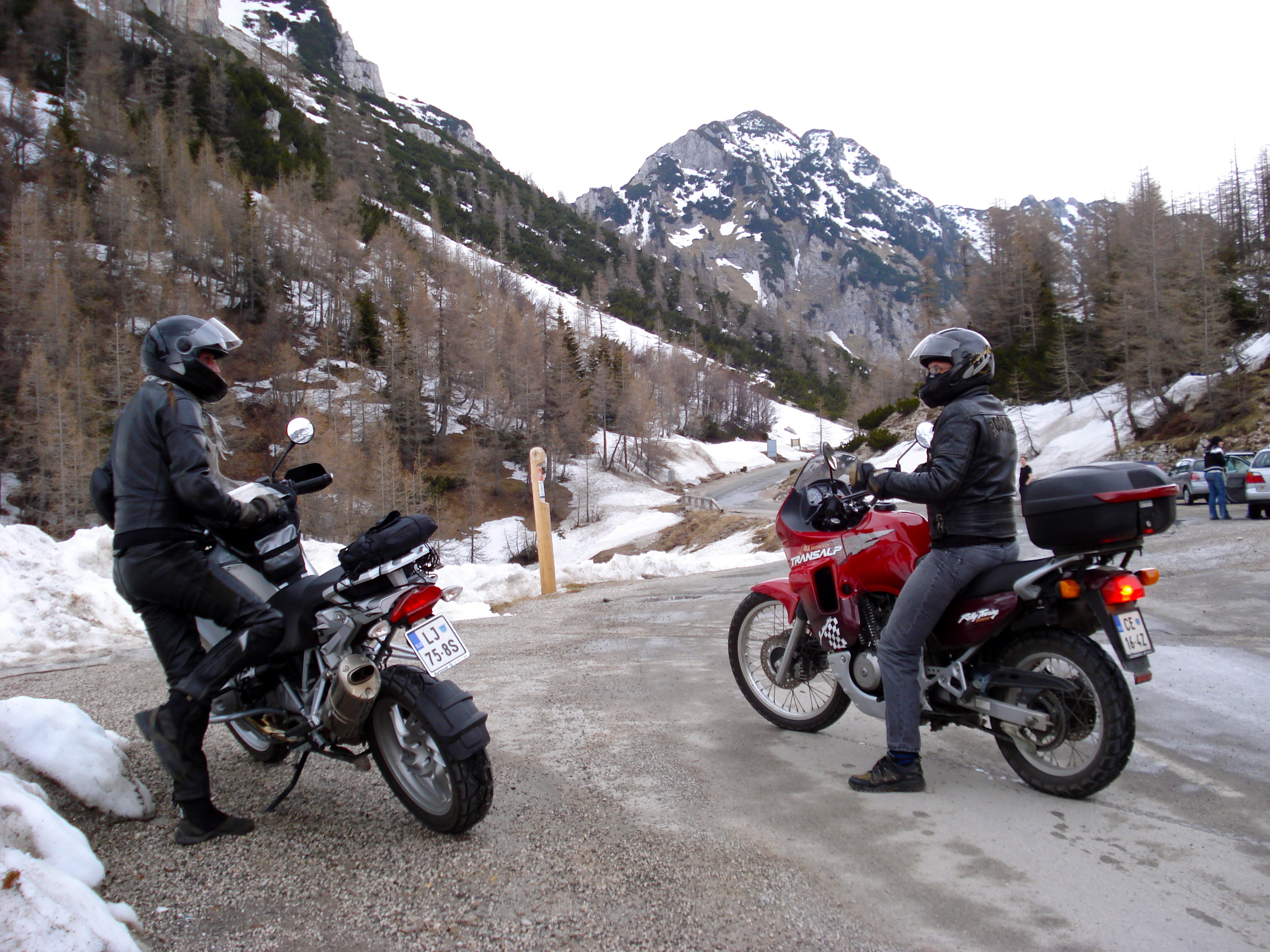